# Sandra Staniszewska-Herbich
Sandra Staniszewska-Herbich (ur. 24 lutego 1988 w Zielonej Górze) – polska aktorka teatralna i filmowa.

## Życiorys
W 2014 roku ukończyła studia aktorskie w Akademii Sztuk Teatralnych im. Stanisława Wyspiańskiego w Krakowie. Na scenie teatralnej zadebiutowała w Lubuskim Teatrze w Zielonej Górze w spektaklu Pilot morski w tarapatach, gdzie jako dziesięciolatka wcieliła się w postać Anny-Marii, córki Strindberga.
Laureatka nagrody aktorskiej za rolę Sanny w spektaklu „Pływalnia” w reż. Krystian Lupy na 31. Festiwalu Szkół Teatralnych w Łodzi.

## Filmografia

### Filmy
| Rok  | Tytuł                      | Rola                             |
| ---- | -------------------------- | -------------------------------- |
| 2009 | Dekalog 89+                | Jolka                            |
| 2011 | Dwie kolacje, zabawa i sen |                                  |
| 2012 | 48H TV                     | Roksana Sekuła, celebrytka       |
| 2014 | Kamienie na szaniec        | Hala Glińska, dziewczyna „Zośki” |
| 2015 | Chemia                     | Elizka                           |
| 2017 | Na przekór astronomom      | pani Rozalia                     |
| 2017 | Fanatyk                    | kioskarka Marzenka               |
| 2017 | Ach śpij kochanie          | Krystyna                         |
| 2019 | Deathcember                | skin                             |
| 2019 | Mayday                     | panna młoda                      |
| 2021 | W jak morderstwo           | Joanna Maj                       |
| 2023 | Ślub doskonały             | kochanka                         |

### Seriale
| Rok       | Tytuł                | Rola                            | Uwagi         |
| --------- | -------------------- | ------------------------------- | ------------- |
| 2011–2012 | Julia                | Milena, kelnerka w „Fado”       |               |
| 2012–2013 | M jak miłość         | Iza Sajdak                      |               |
| 2013      | Ojciec Mateusz       | Majka Sroka-Więcek              | odc. 133      |
| 2015      | Komisarz Alex        | piosenkarka Mela Popielska      | odc. 91       |
| 2017      | Na dobre i na złe    | Maria                           | odc. 662, 663 |
| 2017      | Druga szansa         | agentka piosenkarza             | odc. 29       |
| 2017      | Lekarze na start     | Monika Sroka                    | odc. 22       |
| 2018      | W rytmie serca       | Monika, ekspedientka w cukierni | odc. 17       |
| 2018      | Ślad                 | Aldona Szepielska               | odc. 32       |
| 2019–2020 | Barwy szczęścia      | stewardessa Miriam Piasecka     |               |
| 2020      | Archiwista           | Eliza Sobczak                   | odc. 10       |
| 2020      | O mnie się nie martw | Blanka                          | odc. 168      |
| 2020      | Osiecka              | Ewa, studentka dziennikarstwa   | odc. 2        |
| od 2021   | Pierwsza miłość      | aktorka Natalia Retner          |               |
| od 2021   | Na Wspólnej          | Klaudia Sobieraj                |               |
| od 2021   | Przyjaciółki         | Sylwia                          |               |

## Role teatralne
- 1998: Pilot morski w tarapatach, reż. Piotr Bogusław Jędrzejczak, Lubuski Teatr, jako Anna-Maria
- 2008: Kształt rzeczy, reż. Szymon Kuśmider, Lubuski Teatr, jako kelnerka
- 2012: Milusińscy, reż. Maja Kleczewska, jako Jenna Jameson
- 2013: Pływalnia, reż. Krystian Lupa, Teatr Pwst Kraków, jako Sanna
- 2016–2017: Momotaro, reż. Tomasz Karolak, Teatr Imka, jako mleczarka Broszura
- 2016: Królestwo zwierząt, reż. Joanna Bednarczyk, jako Lili
- 2016: Nocni pływacy, reż. Joanna Bednarczyk, jako rozbita kobieta
- 2017: Calineczka, reż. Małgorzata Szabłowska, Teatr Palladium, jako Mysz i Ropucha
- 2017: Raj, reż. Joanna Bednarczyk
- 2022: Na pełnych obrotach, reż. Tomasz Dutkiewicz
- 2022: Sen nocy letniej, reż. John Weisgerber
- 2022: Buntownik, czyli rzecz o narodzie, reż. Piotr Mateusz Wach, Michał Telega